# Ванн, Черри
Черри Элизабет Ванн (англ. Cherry Elizabeth Vann; род. 29 октября 1958, Уэтстоун, Лестершир) — Епископ Монмута с 2020 года. Избрана архиепископом Уэльским 30 июля 2025 года. Первая женщина, избранная англиканским примасом в истории Великобритании.

## Биография
Родилась 29 октября 1958 года в деревне Уэтстон в районе Блейби в Лестершире в Англии.
Получила музыкальное образование по классу фортепиано и по классу скрипки в Королевском колледже музыки в Лондоне. В 1978 году получила диплом члена Королевского колледжа музыки (ARCM), в 1980 году — диплом выпускника Королевского колледжа музыки (GRSM).
В 1986 году поступила в в теологический колледж Уэсткотт-Хаус в Кембридже, где прошла трёхгодичную подготовку к рукоположению. 2 июля 1989 года рукоположена в сан диакона в Манчестерском соборе епископом Манчестерским Кристофером Мэйфилдом.
С 1989 по 1992 год была приходским диаконом в церкви Святого Михаила в Фликстоне в Большом Манчестере и с 1992 по 1994 год в церкви Святого Петра в Болтоне в Большом Манчестере.
Рукоположение женщин в сан священника было санкционировано Генеральным синодом Церкви Англии в 1992 году. 23 апреля 1994 года Черри Ванн стала одной из пяти первых женщин, рукоположенных в сан священника в церкви Святого Петра в Болтоне епископом Болтонским Дэвидом Бонсером.
С 1994 по 1998 год работала помощником викария. Также с 1992 по 1998 год работала капелланом в Болтонском институте высшего образования. С 1998 по 2004 год работала капелланом для глухих людей в Манчестере, а также временным викарием в Ист-Фарнуорте и Кирсли. С 2004 по 2008 год отвечала за духовное руководство и управление приходом в качестве ректора. С 2005 по 2008 год она также работала окружным деканом Фарнуорта. В 2007 году стала почётным каноником Манчестерского собора.
В сентябре 2008 года вступила в должность архидиакона Рочдейла в диоцезе Манчестера во время службы в Манчестерском соборе. В феврале 2013 года избрана председателем (prolocutor) нижней палаты конвокации в Йоркской провинции, стала членом по должности (ex officio) Архиепископского совета. В январе 2016 года переизбрана.
19 сентября 2019 года избрана епископом Монмута вместо ушедшего в отставку Ричарда Пейна. 5 января 2020 года юридически вступила в должность, 25 января рукоположена в Бреконском соборе. 1 февраля состоялась интронизация в Ньюпортском соборе. Стала третьей женщиной, рукоположенной в сан епископа в Церкви Уэльса после епископа Сент-Дэвидса Джоанны Пенберти и епископа Лландаффа Осборн, Джун.
Архиепископ Уэльский и епископ Бангора Энди Джон подал в отставку в июне 2025 года на фоне скандала после выхода в мае отчётов о «слабом финансовом контроле» и «некорректном поведении» в Бангорском соборе. 30 июля Черри Ванн была избрана новым архиепископом Уэльским на двухдневном заседании коллегии выборщиков, состоящей из духовенства и мирян, в церкви Святого Петра близ Чепстоу в Монмутшире, получив две трети голосов коллегии выборщиков на второй день её заседания. Стала первой женщиной, избранной англиканским примасом в истории Великобритании. Черри — третий архиепископ Уэльский, родившийся вне Уэльса. Не владеет валлийским языком.

## Личная жизнь
С 2015 года состоит в гражданском партнёрстве с Венди Даймонд (Wendy Diamond). Церковь Уэльса не разрешает однополые браки, но разрешает священнослужителям вступать в гражданские партнёрства.